# Yamatocallis obscura
Yamatocallis obscura är en insektsart som beskrevs av Ghosh, M.R., A.K. Ghosh och D.N. Raychaudhuri 1971. Yamatocallis obscura ingår i släktet Yamatocallis och familjen långrörsbladlöss. Inga underarter finns listade i Catalogue of Life.